# Iezerul Șurianul
Iezerul Șurianul este o arie protejată de interes național ce corespunde categoriei a IV-a IUCN (rezervație naturală de tip mixt), situată în vestul Transilvaniei, pe teritoriul județului Alba.

## Localizare
Aria naturală se află în partea de sud-est a masivului Șureanu (grupă muntoasă a Munților Șureanu-Parâng-Lotrului, aparținând lanțului carpatic al Meridionali), respectiv în extremitatea sud-vestică a județului Alba, la granița către județul Cluj, pe teritoriul administrativ al orașului Cugir.

## Descriere
Rezervația naturală a fost declarată arie protejată prin Legea Nr.5 din 6 martie 2000, publicată în Monitorul Oficial al României, Nr.152 din 12 aprilie 2000, privind aprobarea Planului de amenajare a teritoriului național - Secțiunea a III-a - zone protejate și are o suprafață de 20 ha.
Rezervația este inclusă în situl de importanță comunitară - Frumoasa și reprezintă o arie naturală complexă aflată în nord-estul Vârfului Șureanu (2059 m). Aria protejată este constituită dintr-un relief glaciar (căldări - depresiuni circulare aflate în regiunile înalte ale munților; custuri  - contactul dintre două circuri glaciare alăturate), morene (depozite de pietriș, nisip, grohotișuri și argilă; transportate de ghețari în alunecare) și un lac glaciar înconjurat de un tinov. Arealul adăpostește mai multe elemente floristice și animale sălbatice specifice Meridionalilor.
Flora ariei protejate are în componență arbori și arbusti cu specii de: zâmbru (pinus cembra), molid (Picea Abies), jneapăn (Pinus mugo), ienupăr (Juniperus communis), afin (Vaccinum myrtillus L.).
La nivelul ierburilor vegetează o plantă rară din specia Leucorchis albida, o orhidee sinonum al speciei Pseudorchis albida
În arealul rezervației este semnalată prezența tritonului de munte (''Triturus alpestris), un amfibian protejat prin Directiva Consiliului European 92/43/CE din 21 mai 1992 (privind conservarea habitatelor naturale și a speciilor de faună și floră sălbatică) și aflați pe lista roșie a Uniunii Internaționale pentru Conservarea Naturii (IUCN).

## Monumente și atracții turistice
În vecinătatea rezervației naturale se află câteva obiective de interes istoric, cultural și turistic; astfel:
- Biserica "Sf. Arhangheli" și "Sf. Treime" din Cugir, construcție 1808, monument istoric (cod LMI AB-II-m-B-00213).
- Biserica "Sfinții Apostoli Petru și Pavel" din Vinerea.
- Situl arheologic „Cetățuia" de la Cugir (așezare fortificată cu val de pământ și necropolă tumulară datate în sec. III a. Chr.-I p. Chr., Latène, Cultura geto - dacică).
- Frumoasa - sit de importanță comunitară inclus în rețeaua ecologică europeană, Natura 2000 în România.